# Jaime Quintanilla
Jaime Quintanilla Martínez  (La Coruña, 13 de junio de 1898 - El Ferrol, 18 de agosto de 1936), también conocido como Xaime Quintanilla Martínez, fue un médico, escritor y político español de tendencia socialista y galleguista.

## Biografía
Estudió Medicina en la Universidad de Santiago de Compostela. En 1917 creó en Ferrol una clínica de cirugía y se hizo famoso fundamentalmente por su calidad humana para con los más humildes. Su actividad política se centró principalmente en la defensa del galleguismo y el socialismo, participando en la I Asamblea de las Irmandades da Fala en 1918 y en otras asambleas políticas.
Participó en varios periódicos como Ferrol Deportivo, Galicia. Diario de Vigo y el El Correo Gallego, del que llegó a ser director y redactor jefe. También dirigió la revista Céltiga. Además publicó obras como "Saudade" (1922), la comedia dramática "Alén", el drama "Donosiña" o el trabajo "O nazonalismo musical galego".
En 1922 se afilió al PSOE, manteniendo su militancia en la Irmandade Nazonalista Galega, abandonando el galleguismo durante la dictadura de Primo de Rivera. Finalizada la dictadura, fue el primer alcalde republicano de Ferrol (1931), al frente de una corporación municipal compuestas por el PSOE (el partido más votado, cuya lista dirigía Quintanilla, y el Partido Radical). Jaime Quintanilla siguió siendo el alcalde ferrolano hasta octubre de 1934, cuando fue destituido por el gobierno, acusado de tomar parte en los sucesos que tuvieron lugar en la ciudad en el marco de la revolución de 1934. Presidente de la Federación de Colectividades Socialistas de la provincia de La Coruña, en febrero de 1936, tras la victoria del Frente Popular, recuperó su puesto de concejal, aunque no ocupó la alcaldía, debido a sus ocupaciones profesionales, para la que fue elegido su correligionario Antonio Santamaría. Formó parte también de la gestora de la Diputación Provincial de La Coruña, presidida por José López Bouza, de Izquierda Republicana y tomó parte en la campaña para el referéndum de aprobación del Estatuto de Autonomía de Galicia.
Tras la sublevación militar contra el gobierno republicano el 18 de julio de 1936, fue encarcelado dos veces, ambas en su casa, siendo liberado la primera de ellas. La segunda, fue detenido definitivamente, primero en Mariña y luego en el buque prisión Plus Ultra (correo de Transmediterránea) y siendo fusilado el 18 de agosto por los sublevados en las tapias del cementerio del barrio ferrolano de Canido, junto con otros catorce presos. Dejó viuda, Ángela Ulla Franqueira, y dos hijos; Jaime y Ángel. El mayor, Jaime Quintanilla Ulla, fue elegido primer alcalde democrático de Ferrol tras la Transición.